# 나는 나를 파괴할 권리가 있다
《나는 나를 파괴할 권리가 있다》는 2005년 공개된 대한민국의 로맨스 미스터리 영화로, 김영하의 동명 소설을 원작으로 한다. 이 영화는 자살이라는 파격적인 주제와 수위 높은 성적 묘사로 논란을 불러일으켰으며, 부산국제영화제와 프리부르국제영화제에 초청되기도 했다.

## 줄거리
영화는 완벽한 자살을 도와주는 일을 하는 젊은 남자를 중심으로 이야기가 전개된다. 어느 날, 그 남자의 도움으로 자살한 여성의 남자친구가 사건을 조사하면서, 자살을 돕는 남자의 존재를 알게 된다.

## 배역
- 정보석 : 자살 도우미 S 역
- 추상미 : 마라 역
- 이수아
- 장현성 : 상현 역
- 김영민 : 동식 역
- 최성호